# Mýrdalssandur
Mýrdalssandur (en islandès ['mirˌtals'sanˌtʏr]) és un sandur situat a la costa sud d'Islàndia.

## Localització i descripció
El sandur es troba entre els rius Kúðafljót a l'est i el Múlakvísl a l'oest. Tots dos rius porten aigua de la glacera Mýrdalsjökull fins al mar.
Mýrdalssandur té una costa 35km de costa, inclòs Kötlutangi, el punt més meridional de l'illa d'Islàndia.
La Ruta 1 (o Ruta Anell) creua la plana al llarg d'uns 25km.

## Desenvolupament
El sandur va ser formada a partir de diversos jökulhlaups de la glacera Mýrdalsjökull. L'últim d'ells de mida significativa va ser degut a una erupció explosiva del volcà Katla sota la glacera l'any 1918, el volum d'aigua del pic del jökulhlaup era d'entre 200,000 i 300,000 m³/s.

## Historial d'assentaments
Al sud de la carretera s'alça Hjörleifshöfði fins a una alçada de 231m. La muntanya duu el nom de Hjörleifur Hródmarsson. Va ser el primer el primer colon que va arribar a Islàndia, juntament amb Ingólfr Arnarson.
A l'edat mitjana, hi va haver un llac de pescadors anomenat Kerlingarfjörðer a la llera del riu Múlakvísl. Probablement no era un fiord, sinó més aviat una extensió de la llera del riu. El nom (en islandès kerling significa "dona vella") va venir, segons el llibre de registre de les terres, d'una dona vella que va caure a l'aigua d'una de les naus dels colons i l'aigua se la va endur. Al voltant de l'any 1000, sembla que hi va haver moltes granges a Mýrdalssandur. Les fonts mencionen fins a quatre parròquies a Álftaver. Aquestes granges van ser, tanmateix, abandonades fins al segle xv, a causa de les erupcions volcàniques del Katla, les conseqüents esllevissades de les glaceres i la caiguda de cendra. A data de principis de segle XXI, algunes d'aquestes granges encara existeixen a Álftaver.

## Monestir de Þykkvabær
L'any 1168 es va fundar un monestir de l'Orde de Sant Agustí a Þykkvabær í Veri, Mýrdalssandur. Posteriorment, el monestir es va passar a dirÞykkvabæjarklaustur i el primer abad va ser Sant Thorlak, que després va ser bisbe de Skálholt i alguns dels seus successors van ser o bé bisbes allà o a Hólar.
L'any 1550, amb la reforma protestant, el rei Cristià III de Dinamarca es va fer amb el monestir i totes les seves possessions. Es va dissoldre el monestir, però l'edifici va seguir existint durant molt temps com una granja rica fins que va ser abandonada finalment l'any 1945.

## En la cultura popular
La zona va ser usada com a localització de rodatge de l'esqueix de Star Wars de 2016 Rogue One: A Star Wars Story, representant el planeta Lah'mu en les primeres escenes de la pel·lícula.